# Tortuga de nas de porc
La tortuga de nas de porc (Carettochelys insculpta) és una tortuga de closca tova que habita als rierols, rius i llacs del Territori del Nord (Austràlia) i al sud de Guinea.

## Taxonomia
C. insculpta, del subordre dels criptodirs, és l'única espècie coneguda de la seva subfamília i l'únic supervivent de la seva família.

## Descripció
La tortuga de nas de porc és diferent a les altres espècies de tortugues d'aigua dolça. Les potes són aletes que recorden a les de les tortugues marines, el nas sembla d'un porc amb les fosses nasals al final del mussell.
La closca normalment és de color gris o oliva, amb una textura semblant al cuir, mentres que el plastró és de color crema. Els mascles es poden distingir de les femelles per tenir la cua més llarga i estreta.
Poden arribar a mesurar 70 cm i a pesar 20 kg.
A diferència de les totrugues de closca tova de la familia Trionychidae, les tortuges de nas de porc tenen una closca òssia i un plastró sòlid connectat amb la closca per una estructura òssia forta.

## Comportament
No es coneix molt sobre el seu comportament a la natura, en captivitat sí que s'ha vist que mostra molta agressivitat que pot deixar intuir que es tracta d'una espècie molt territorial.
La tortuga de nas de porc és omnívora; la seva dieta inclou fruita, fulles de ficus, crustacis, mol·luscs i insectes, tot i que se sap que s'ha menjat cossos de cangurs, vaques i altres animals morts caiguts a l'aigua. Per altra banda, en captivitat, l'alimentació és diferent: algunes prefereixen peixos, mentre que d'altres prefereixen carn de cangur.
Habiten a l'aigua durant tota la vida, excepte quan la femella pon els ous durant les sequeres als marges arenosos del riu. Les críes, encara que estiguin totalment desenvolupades, queden en hibernació dins l'ou fins que les condicions ambientals són favorables pel naixement. La eclosió dels ous del voltant també té un efecte potenciador sobre l'obertura dels altres ous. Aquest fet proporciona seguretat i més força per cavar el camí fins l'aigua.

## Hàbitat
Originalment, C. insculpta viu als rierols, rius i llacs del territori nord d'Austràlia, així com a l'illa de Nova Guinea, als rius que flueixen cap al sud.

## Estat i conservació

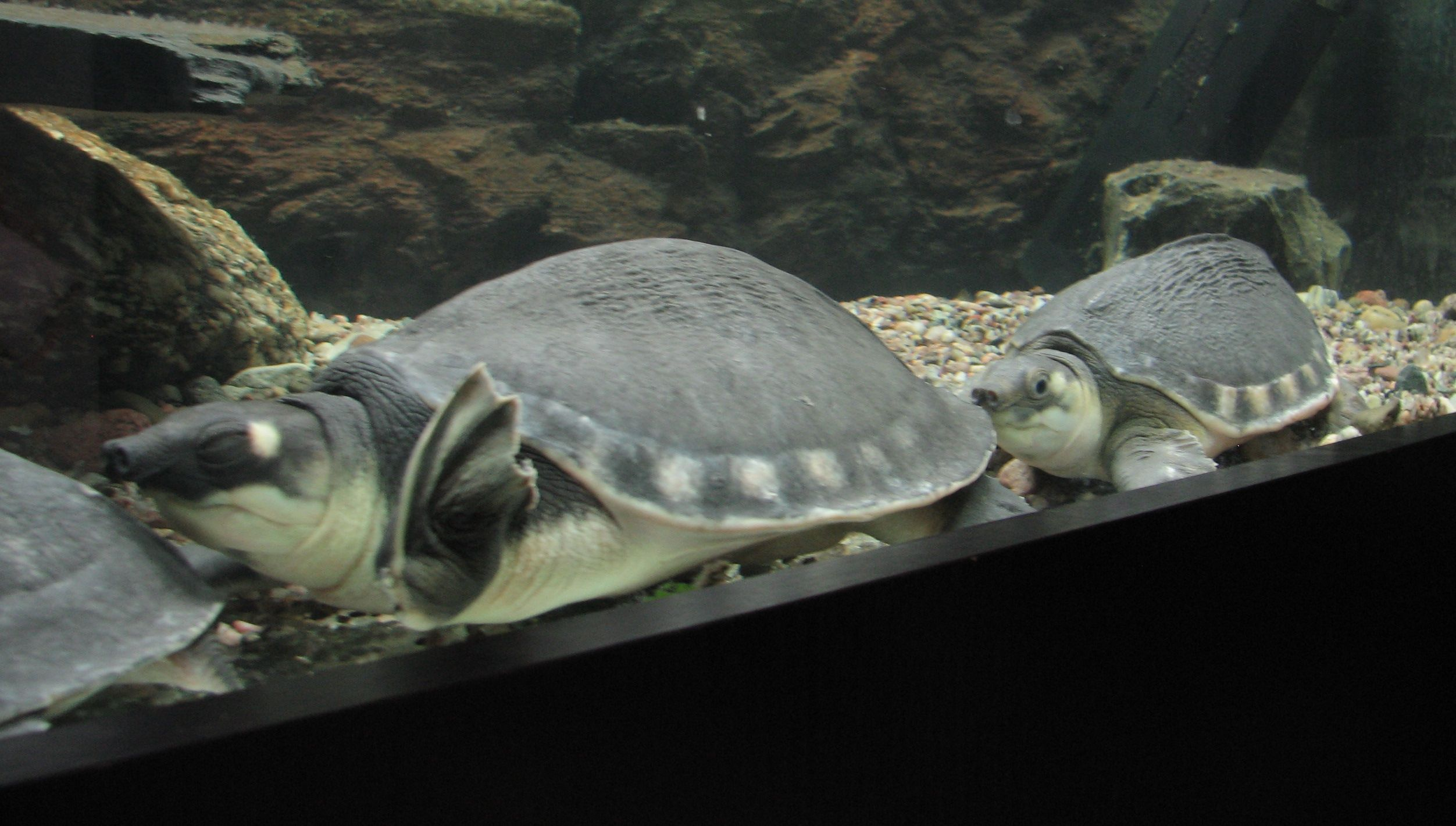
2 tortugues de nas de porc en captivitat

Entre 1981 i 2011 la seva població va reduir-se més d'un 50%. Malgrat la existència d'una llei de protecció a Indonèsia, hi ha molts casos de contraban com a mascota exòtica. El març de 2009 es van alliberar 10.000 tortugues expropiades del contraban i al desembre de 2010 unes 11.000 més. S'estima que entre 2003 i 2013 es van confiscar més de 80.000 tortugues a Papua Nova Guinea i Indonèsia.